# Province de Banteay Mean Chey
Banteay Mean Chey est une province du nord-ouest du Cambodge.
Son chef-lieu est Sisophon, aussi appelé Serei Saophoan.

## Étymologie
Banteay Mean Chey signifie « forteresse victorieuse » en khmer ; chey est issu du sanskrit jaya (जय; « victoire »),,,.

## Géographie

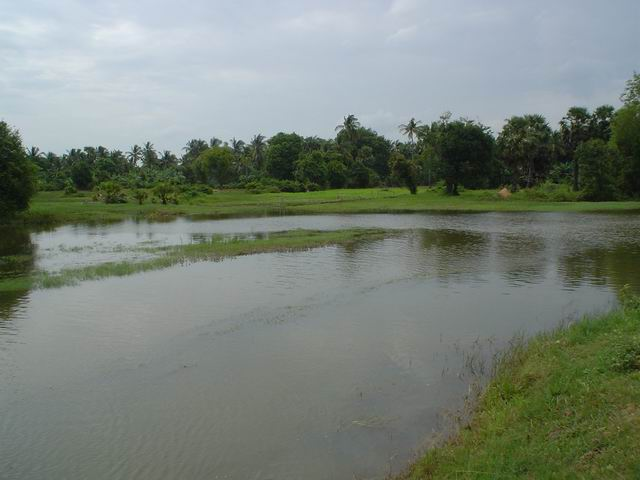
Forêt tropicale dans la province de Banteay Mean Chey.

La province est bordée par celles de Battambang au sud, Siem Reap à l’est, Otdar Mean Cheay au nord, et les provinces thaïlandaises de Sa Kaeo et Buriram à l’ouest et au nord. Sisophon, le chef-lieu, est à 359 kilomètres de Phnom Penh par la route nationale 5.
Le relief varie des plaines rizicoles du sud-est aux forêts vallonnées au nord et à l’ouest. Banteay Mean Chey est considérée comme une province rurale.
Les principales rivières sont celle de Sisophon et le Mongkol Borei.
Banteay Mean Chey est aussi l’une des 9 provinces concernée par la réserve de biosphère du Tonlé Sap dont le caractère remarquable a été reconnu par l’UNESCO en 1997.
La région, comme le reste du Cambodge, est soumise à un climat tropical de moussons et on peut distinguer trois saisons :
- saison des pluies : de juin à octobre (< 32 °C)
- saison froide : de novembre à février (> 27 °C)
- saison sèche : de mars à mai (de 27 à 34 °C)

## Histoire
Comme les provinces de Battambang et Siem Reap, Banteay Mean Chey a souvent changé de mains au gré des affrontements, d’abord entre le Siam et le Cambodge, puis, plus récemment entre les forces khmères rouges et celles du gouvernement de Phnom Penh.
Il y a un millénaire, le territoire faisait partie de l’empire khmer, dont la réalisation la plus notable de la province est le temple de Banteay Chhmar, au nord de la région, bâti au XIIe ou XIIIe siècle.
Au XVIIe siècle, le Siam prend le contrôle de la contrée qui devient la province de Sisophon. Le 23 mars 1907, Banteay Mean Chey est cédé au protectorat français du Cambodge qui l’intègre à la province de Battambang.
En 1988, elle est à nouveau séparée de la province de Battambang et comprend alors les cinq districts de Mongkol Borei, Thma Puok, Sisophon, Preah Netr Preah et Phnum Srok.

## Population
Le recensement de 2008 nous apprend que la province comprend 678 033 habitants qui correspondent à 5 % des 13 388 910 de la population du Cambodge. Ce même recensement nous donne aussi d’autres informations telles la taille moyenne des foyers et les taux de populations mâles et urbaines. On y voit que les chiffres concernant le sexe de la population sont très proches des moyennes nationales alors que l’urbanisation de la zone frontalière aux abords de Poipet diminue de façon notable le taux de foyers ruraux:
|                           | Nombre  | % population provinciale | Moyenne nationale |
| ------------------------- | ------- | ------------------------ | ----------------- |
| Hommes                    | 331 289 | 48,9 %                   | 48,5 %            |
| Femmes                    | 346 744 | 51,1 %                   | 51,5 %            |
| Population urbaine        | 183 571 | 27,1 %                   | 19,5 %            |
| Population rurale         | 494 462 | 72,9 %                   | 80,5 %            |
| Taille moyenne des foyers | 4,6     |                          | 4,7               |

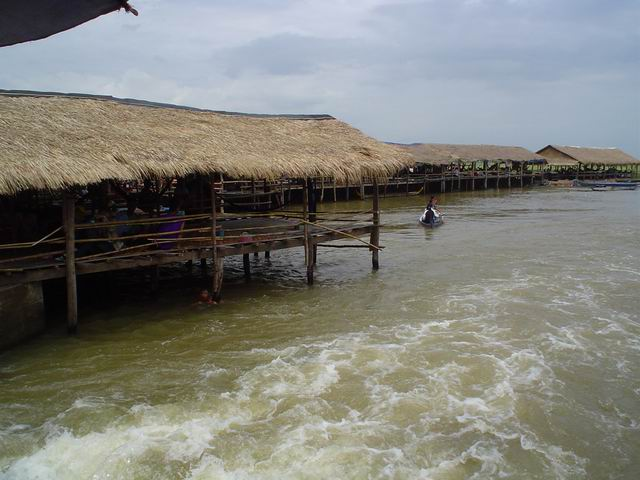
Village au bord de la rivière.

Un autre recensement, datant de 2004, apporte des précisions supplémentaires,.
| | Banteay Mean Chey | Moyenne nationale |
| -------------------------------------------------------------------------------------------------- | ----------------- | ----------------- |
| Population âgée de moins de 5 ans                                                                  | 13,0 %            | 5,7 %             |
| Ratio de dépendance (nombre de personnes de moins de 15 ans ou plus de 65 pour 100 entre 15 et 65) | 75                | 74                |
| Foyers ruraux sans terres cultivables                                                              | 19 %              | 15 %              |
| Foyers habitant sous un toit de chaume                                                             | 42 %              | 34 %              |
| Foyers sans bétail ni buffle                                                                       | 70 %              | 49 %              |
| Foyers sans porcs                                                                                  | 61 %              | 54 %              |
| Nombre de foyers par voiture                                                                       | 13                | 39                |
| Nombre de foyers par motos                                                                         | 9,0               | 5,4               |
| Nombre de foyers par char à bœufs                                                                  | 6,0               | 4,0               |
| Taux d'alphabétisation                                                                             | 68 %              | 67 %              |
| Taux d'alphabétisation des femmes                                                                  | 60 %              | 60 %              |

## Politique
Même si dans la province le Parti du peuple cambodgien au pouvoir obtient des résultats plus faibles que les moyennes nationales (90 des 123 députés de l’Assemblée nationale, 1 591 mairies sur les 1 621 du pays), il reste néanmoins en position hégémonique.
|                               | Total | Parti du peuple cambodgien | Parti Sam Rainsy | FUNCINPEC | Parti Norodom Ranariddh |
| ----------------------------- | ----- | -------------------------- | ---------------- | --------- | ----------------------- |
| Députés (2008)                | 6     | 4                          | 1                | 1         | 0                       |
| Maires (2007)                 | 64    | 63                         | 1                | 0         | 0                       |
| 1er adjoints (2007)           | 64    | 29                         | 21               | 10        | 4                       |
| 2es adjoints (2007)           | 64    | 2                          | 33               | 15        | 14                      |
| Conseillers municipaux (2007) | 312   | 238                        | 48               | 11        | 15                      |

## Subdivisions

Carte des districts de la province. La numérotation correspond au code des districts dans la norme ISO 3166-2:KH.

Banteay Mean Chey comprend 8 districts (srŏk), subdivisés en 64 communes (khum) et 634 villages (phum) :
| Code  | District                   | Khmer   | Signification,                                                                                        | Communes |
| ----- | -------------------------- | ------- | --- | --- |
| 01-02 | Mongkol Borei              | មង្គលបុរី  | « ville auspicieuse », du sanskrit maṅgalapurī                                                        | Bantey Neang, Bat Trang, Chamnaom, Kouk Ballangk, Koy Maeng, Ou Prasat, Phnum Touch, Rohat Tuek, Ruessei Kraok, Sambuor, Soea, Srah Reang, Ta Lam |
| 01-03 | Phnum Srok                 | ភ្នំស្រុក   | « colline du village »                                                                                | Nam Tau, Paoy Char, Phnum Dei, Ponley, Spean Sraeng, Srah Chik                                                                                    |
| 01-04 | Preah Netr Preah           | ព្រះនេត្រព្រះ | « yeux du seigneur », nom lié à une légende, du khmer preah, « sacré », et du sanskrit netra, « œil » | Chhnuor Mean Chey, Chob Veari, Phnum Lieb, Prasat, Preah Netr Preah, Rohal, Tean Kam, Tuek Chour                                                  |
| 01-05 | Ou Chrov                   | អូរជ្រៅ    | « rigole profonde »                                                                                   | Changha, Koub, Kuttasat, Ou Bei Choan, Samraong, Soengh, Souphi                                                                                   |
| 01-06 | Sisophon ou Serei Saophoan | សិរីសោភ័ណ   | « glorieuse et auspicieuse », du sanskrit śri śubhana                                                 | Bos Sbov, Kampong Svay, Kaoh Pong Satv, Mkak, Ou Ambel, Phniet, Preah Ponlea, Tuek Thla                                                           |
| 01-07 | Thma Puok                  | ថ្មពួក    | « pierre du groupe de travailleurs » ou « pierre effritée »                                           | Banteay Chhmar, Kouk Kakthen, Kouk Romiet, Kumru, Phum Thmei, Thma Puok                                                                           |
| 01-08 | Svay Chek                  | ស្វាយចេក   | « manguiers et bananes »                                                                              | Phkoam, Roluos, Sarongk, Sla Kram, Svay Chek, Ta Baen, Ta Phou, Treas                                                                             |
| 01-09 | Malai                      | ម៉ាល័យ     | des monts Malaya, au sud-ouest de l'Inde                                                              | Boeng Beng, Malai, Ou Sampor, Ou Sralau, Ta Kong, Tuol Pongro                                                                                     |
| 01-10 | Paoy Paet                  | ប៉ោយប៉ែត    | « une petite portion de terre flatte;»                                                                | Nimitt, Paoy Paet |
| Total | Total                      | Total   | Total                                                                                                 | 64 communes |

## Économie
Beanteay Mean Chey est considéré comme une contrée rizicole, car en 2004, les derniers chiffres connus indiquent que si 185 millions de tonnes de riz ont été ramassées, le besoin de la population se limitait à 93 millions. Toutefois, ces chiffres doivent être nuancés, car seules 86 % des communes ont bénéficié de récoltes excédentaires, ce qui prouve de fortes disparités.
La même étude montre aussi la répartition entre les différents secteurs d’activités et que le domaine industriel est plutôt pauvre alors que l’accès aux infrastructures est légèrement au-dessus des moyennes nationales.
|                                                                | Banteay Mean Chey | Moyenne nationale |
| -------------------------------------------------------------- | ----------------- | ----------------- |
| Population employée dans le secteur primaire                   | 62 %              | 61 %              |
| Population employée dans le secteur secondaire                 | 9 %               | 13 %              |
| Population employée dans le secteur tertiaire                  | 29 %              | 26 %              |
| Population active employée plus de 10 jours par mois           | 29 %              | 26 %              |
| Temps moyen pour accéder au marché le plus proche              | 37 minutes        | 45 minutes        |
| Distance de la route carrossable la plus proche                | 3,0 kilomètres    | 3,8 kilomètres    |
| Temps moyen pour accéder à la route carrossable la plus proche | 11 minutes        | 18 minutes        |

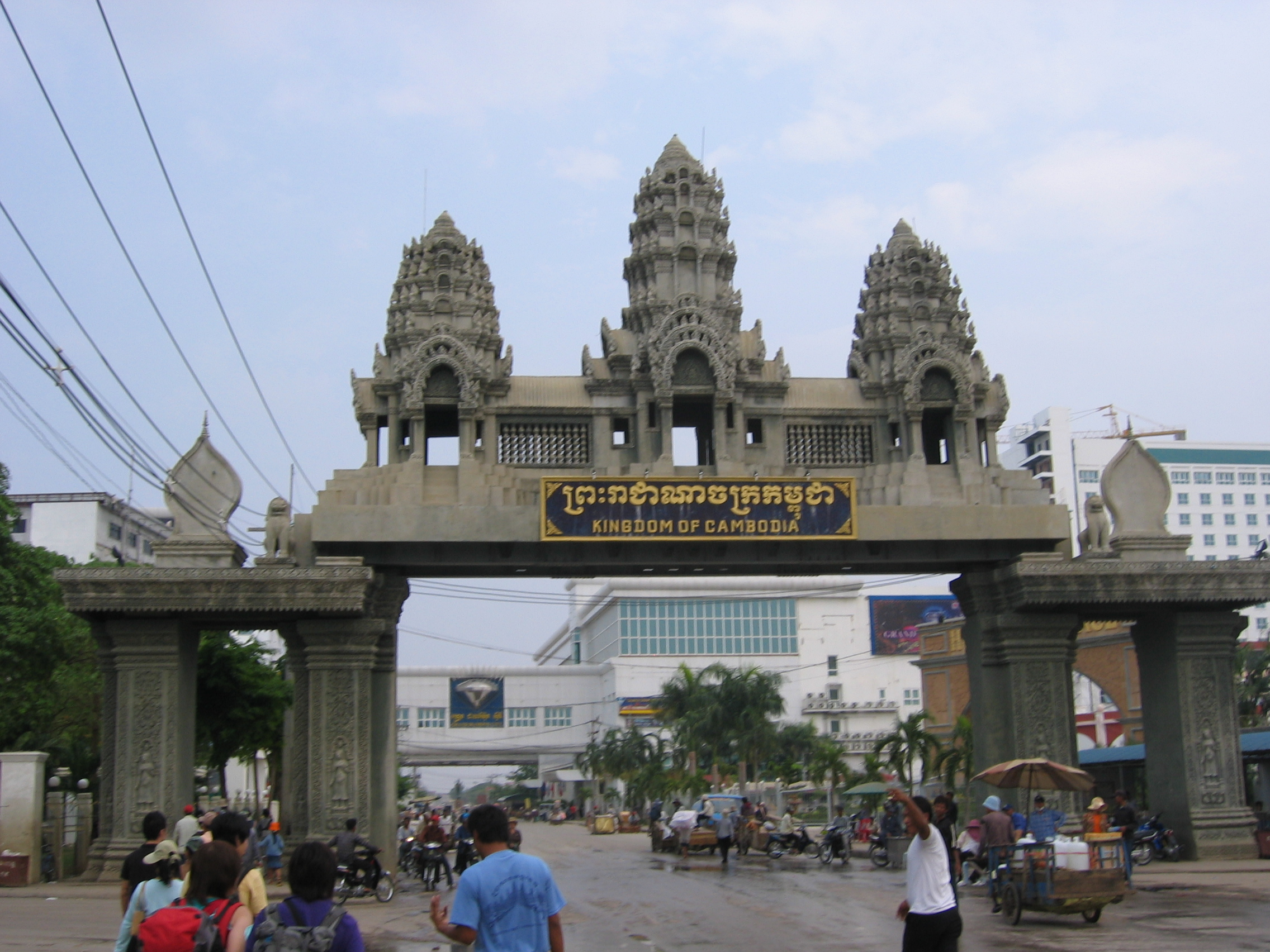
Poste frontière de Poipet.

Enfin, Poipet est en train de devenir un des principaux centres d’attraction de la province. Il s’agit d’une ville située à la frontière thaïlandaise, en face de celle d’Aranyaprathet qui est, elle, dans la Province de Sa Kaeo. C’est un des points de passage clé entre les deux pays et il est aussi connu pour ses nombreux casinos qui attirent beaucoup de joueurs de Thaïlande, où les paris sont interdits. Ces casinos sont d’ailleurs implantés dans la zone entre les deux douanes, afin de permettre aux visiteurs de pouvoir les fréquenter sans avoir à passer par les services d’immigration.

## Santé
Une étude de 2000 montre que si les taux de mortalité infantile (7,82 % des nouveau-nés n’atteignent pas l’âge d'un an) et infanto-juvénile (10,77 % meurent avant 5 ans) sont meilleures que dans certaines provinces, ils sont quand même supérieurs aux moyennes nationales (respectivement 6,8 % et 8,6 %).
Une des raisons de ces chiffres alarmants, vient d’une mauvaise répartition de l’accès à la terre. Ainsi, un rapport du programme alimentaire mondial de 2004 montre ainsi que 19 % des foyers ruraux ne possède pas de terrain et 31 % disposent de moins de un hectare, c'est-à-dire pas suffisamment pour couvrir l’ensemble de leurs besoins.

## Attractions
Depuis la fin des années 1990 et la défaite des derniers bataillons khmers rouges – les habitants préfèrent parler de réconciliation nationale – la région est devenue paisible. Point de passage vers la frontière thailandaise ou entre Battambang et Siem Reap, la contrée offre peu de sites méritant une visite, mise à part les ruines du temple de Banteay Chhmar.

### Bassin de Kang Va

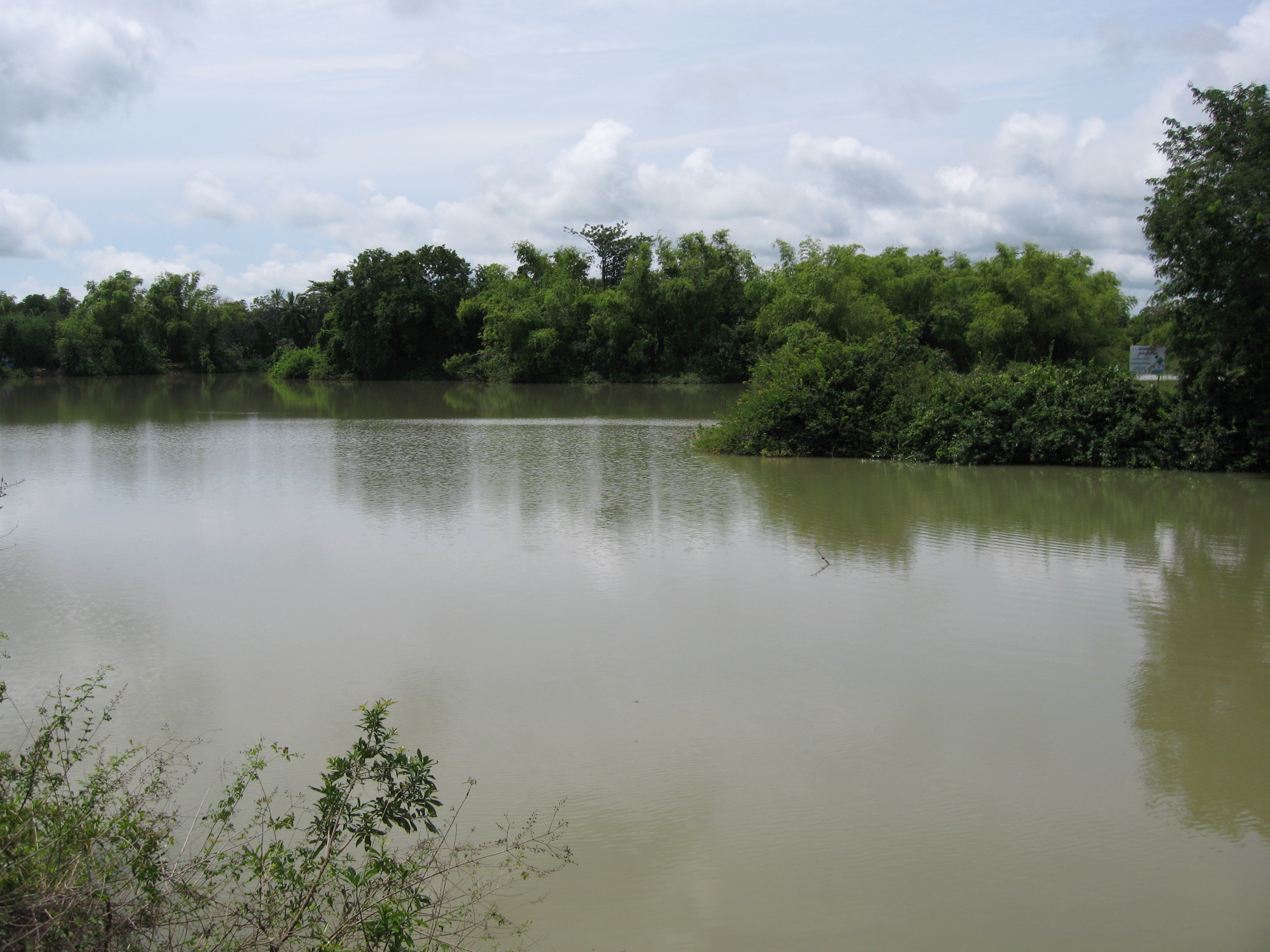
Le bassin de Kang Va.

Le Bassin de Kang Va est une station de loisirs du district de Sisophon, situé sur la nationale 69A, à 4 kilomètres du chef-lieu de province et 364 de Phnom Penh.
Réservoir d’eau construit entre 1976 et 1978 par le régime des khmers rouges pour favoriser la culture du riz en saison sèche, le bassin est aujourd’hui prisé des promeneurs qui y apprécient l’air pur et peuvent s’adonner à la baignade, la pêche et la plaisance.

### Laang Phnom Touch
Laang Phnom Touch est un site naturel du district de Sisophon sur la route nationale 5, à environ 28 kilomètres au sud du chef-lieu de province. On y trouve des cascades et des montagnes rocheuses. Des sommets, les visiteurs ont une magnifique vue sur les rizières et les forêts environnantes. Une pagode, à flanc de colline, est très prisée des riverains lors des fêtes.

### Banteay Torp
En Khmer, Banteay Torp signifie base militaire et c’était justement, lors de la guerre civile cambodgienne du début des années 1970, le plus important camp de l’armée. Situé sur la nationale 69A près du village de Banteay Chhmar, c’est aujourd’hui un lieu de visite pour des touristes aussi bien locaux qu’internationaux, adeptes de l’histoire militaire.

### Banteay Chhmar

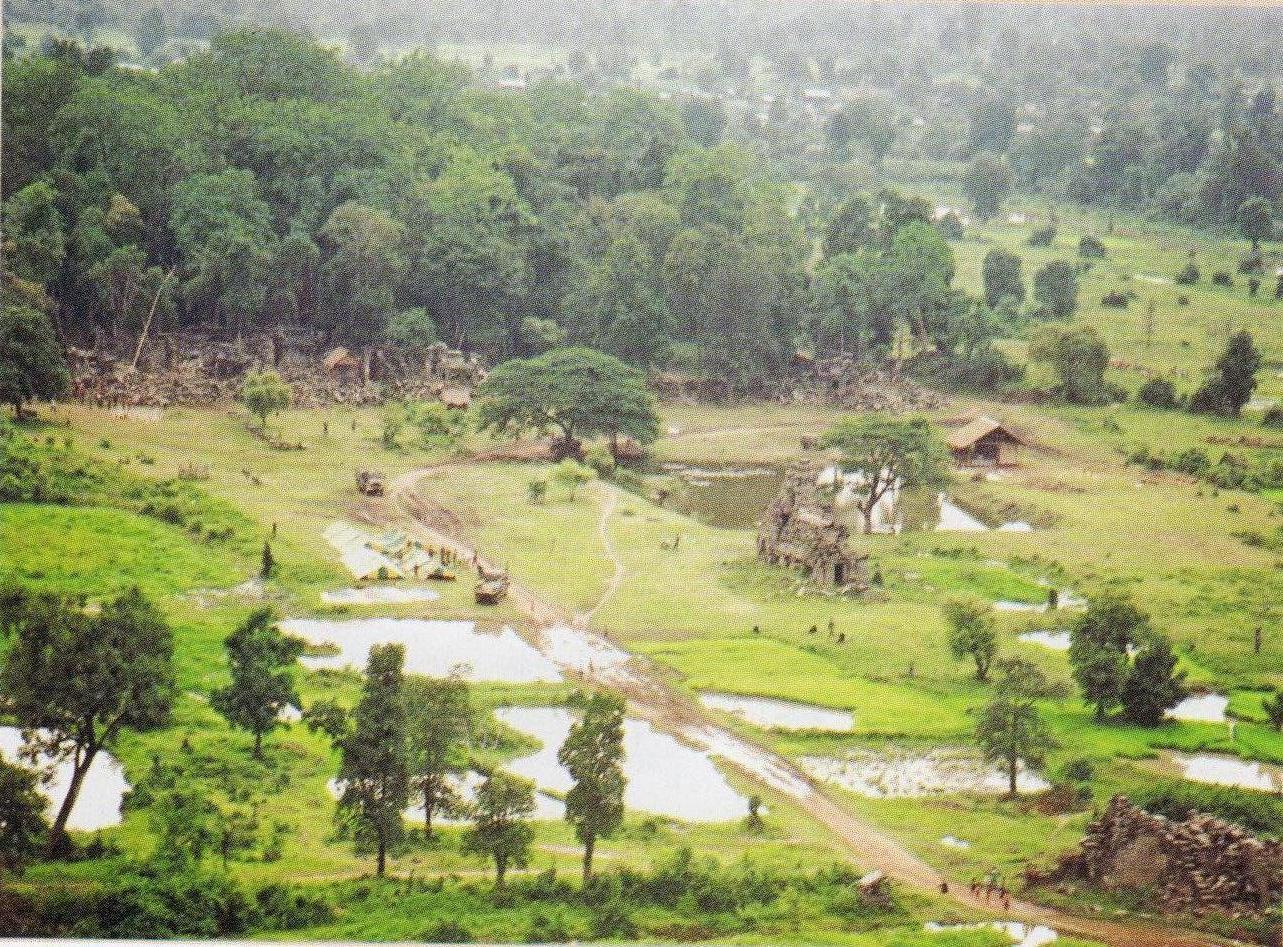
Les restes du temple de Banteay Chhmar.

Cet ancien temple-cité étonne par son étendue et sa situation excentrée dans l’empire khmer. Il semble que les premières constructions datent du règne de Jayavarman II avant qu’au XIIe ou XIIIe siècle Jayavarman VII y reconstruit un  temple funéraire à la gloire de son fils et de quatre de ses généraux tués en 1177 en repoussant une invasion chame. Le site s’étend sur 2 kilomètres par 2,5. Il comprend, outre le temple principal, plusieurs bâtiments ayant servi au culte de religions et un baray à l’est. Un fossé empli d’eau et un mur gigantesque entoure le sanctuaire principal. Ce fossé est toujours utilisé par les villageois pour la pêche et leurs corvées quotidiennes. Un village avec un petit marché borde les parties est et sud-est. Il semble que la région est continuellement été habité depuis la construction du temple.

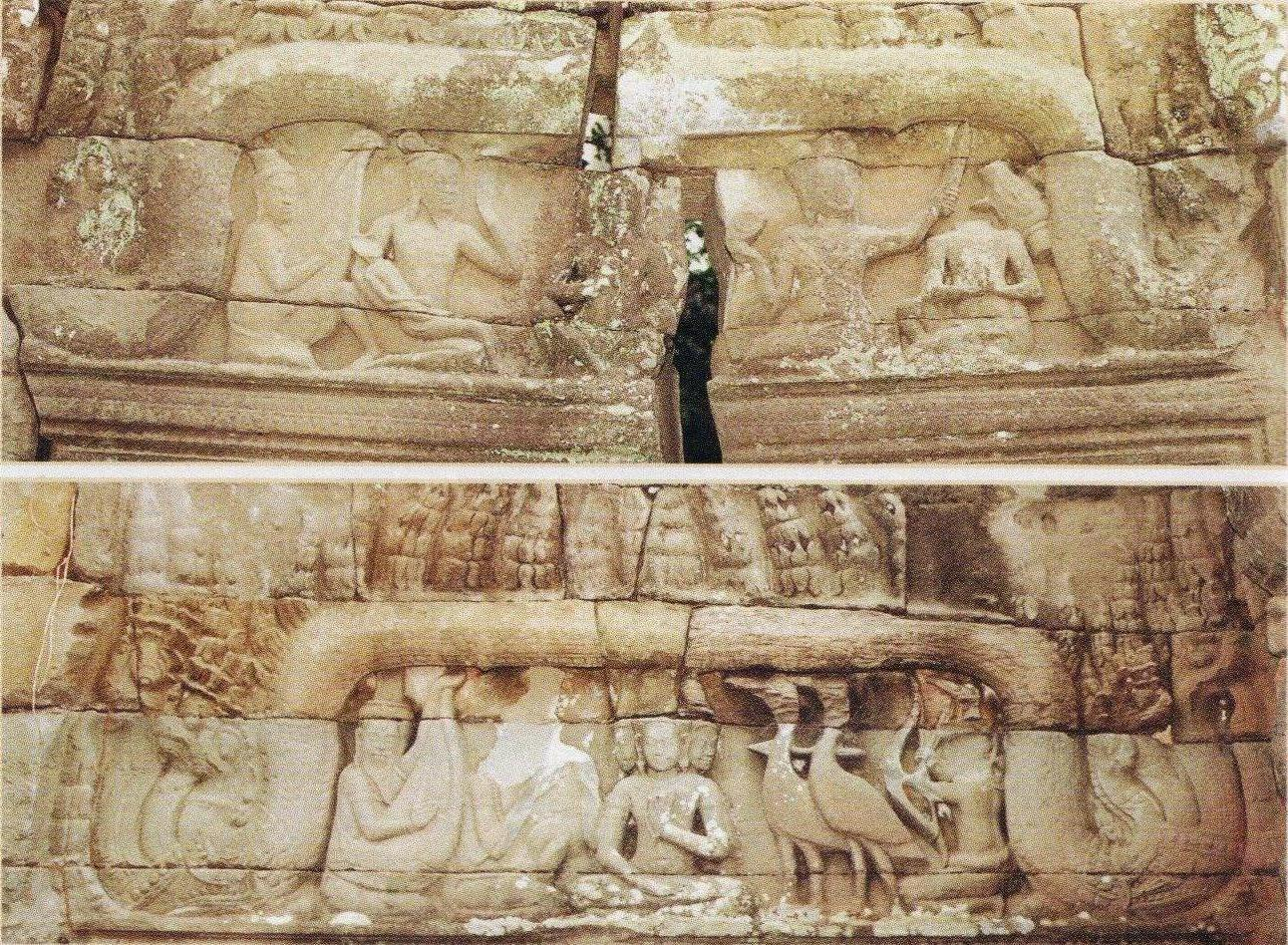
Fragments du mur d’enceinte.

Banteay Chhmar est souvent comparé à Angkor Thom de par sa taille et sa structure. Le site est rempli de bas-reliefs en pierre qui évoquent les anciennes batailles militaires contre le royaume de Champa, l’activité religieuse et la vie quotidienne sous l’empire khmer. Les sculptures du mur d’enceinte sont parmi les plus travaillées du Cambodge.
Il s’agit d’un des rares exemplaires de l’architecture khmère avec le Bayon d’Angkor et le Preah Khan de la province de Preah Vihear à posséder les fameuses tours à quatre visages.
De nos jours, le temple est dans le district de Thma Puok, le long de la nationale 69A, à une soixantaine de kilomètres au nord de Sisophon. Situé à 15 kilomètres de la frontière thaïlandaise, il est très endommagé, à cause de la guerre et des pillards qui jusqu’après 2002 volaient régulièrement les statues et les pierres du temple pour les vendre en Thaïlande. D’importantes sections de mur d’enceinte ont ainsi disparues, exposant le site aux quatre vents. À l’extrême nord-ouest du Cambodge, le temple angkorien pillé vacille, prêt à renaître. Une route carrossable dont la construction devrait commencer d’ici peu doit permettre d’augmenter le nombre de visiteurs mais rompre l’isolement qui lui confère son charme principal. Pour le moment, le visiteur est souvent seul sur ce site au milieu de la forêt et où il n’est importuné que par le chant des oiseaux qui s’y égaillent, loin de la foule des temples d’Angkor.